# Northern (Malta)

Lage in Malta

Northern ist ein Distrikt der Republik Malta.
Der Distrikt hat eine Fläche von 73,66 km² und mit Stand vom 31. Dezember 2004 50.168 Einwohner. Damit ergibt sich eine Bevölkerungsdichte von 681 Einwohnern pro km².

## Gemeinden
| Gemeinde          | Einwohner (31. Dez. 2004) |
| Reġjun Tramuntana | Reġjun Tramuntana         |
| ----------------- | ------------------------- |
| Għargħur          | 2.279                     |
| Mellieħa          | 6.889                     |
| Mġarr             | 2.977                     |
| Mosta             | 18.172                    |
| Naxxar            | 10.909                    |
| San Pawl il-Baħar | 8.942                     |